# Jonathan Magagula
Jonathan Magagula (ur. 8 sierpnia 1954) – suazyjski bokser, uczestnik Letnich Igrzysk Olimpijskich 1984.
Jako amator miał wystąpić w reprezentacji Suazi na igrzyskach olimpijskich w 1976 w Montrealu, ale Suazi, podobnie jak wiele innych państw afrykańskich, wycofało się z igrzysk w proteście przeciw udziałowi drużyny rugbystów Nowej Zelandii w meczu na terytorium Południowej Afryki. Podczas Igrzysk w Los Angeles Magagula startował w wadze piórkowej. W pierwszej rundzie miał wolny los, jednak w drugiej rundzie przegrał z Brytyjczykiem Kevinem Taylorem.